# Dorcadion bulgharmaadense
Dorcadion bulgharmaadense är en skalbaggsart som beskrevs av Stefan von Breuning 1946. Dorcadion bulgharmaadense ingår i släktet Dorcadion och familjen långhorningar. Inga underarter finns listade i Catalogue of Life.